# 귀쏙독새류
귀쏙독새류(Eared nightjars)는 쏙독새과에 속하는 작은 야행성 조류 분류군의 하나이다. 분류는 아직 불확실하다. 중국부터 오스트레일리아에 이르는 지역의 숲과 관목 지대에서 주로 발견된다. 에우로스톱포두스속(Eurostopodus)에 5종, 린코르니스속(Lyncornis)에 2종, 모두 7종을 포함하고 있다. 일부는 쏙독새과에 속하는 유럽쏙독새아과(Eurostopodinae)로 분류하거나 별도의 유럽쏙독새과(Eurostopodidae)로 분류하기도 한다.

## 하위 종
- Eurostopodus
  - Eurostopodus archboldi
  - Eurostopodus argus
  - Eurostopodus diabolicus
  - Eurostopodus mystacalis
  - Eurostopodus papuensis
- Lyncornis
  - Lyncornis temminckii
  - Lyncornis macrotis

## 참고 문헌
- Cleere, Nigel; Nurney,  David (1998). 《Nightjars: A Guide to the Nightjars, Frogmouths, Potoos, Oilbird and Owlet-nightjars of the World》. Pica/Christopher Helm. ISBN 1-873403-48-8.